# Saint-Frézal-de-Ventalon
Saint-Frézal-de-Ventalon korábbi község Franciaország Okcitánia régiójában, Lozère megyében. Lakosainak száma 164 fő (2018. január 1.). Saint-Frézal-de-Ventalon Saint-Maurice-de-Ventalon, Vialas, Saint-Andéol-de-Clerguemort, Le Collet-de-Dèze és Saint-Privat-de-Vallongue községekkel határos.
2016. január 1-jén Saint-Andéol-de-Clerguemort korábbi községgel egyesült és az így létrejött Ventalon en Cévennes új község része lett.

## Népesség
A település népessége az elmúlt években az alábbi módon változott:
| Lakosok száma | 122  | 98   | 76   | 106  | 143  | 161  | 152  | 229  | 154  | 164  |
|               | 1962 | 1968 | 1975 | 1990 | 1999 | 2008 | 2013 | 2016 | 2017 | 2018 |